# Shanti Roney

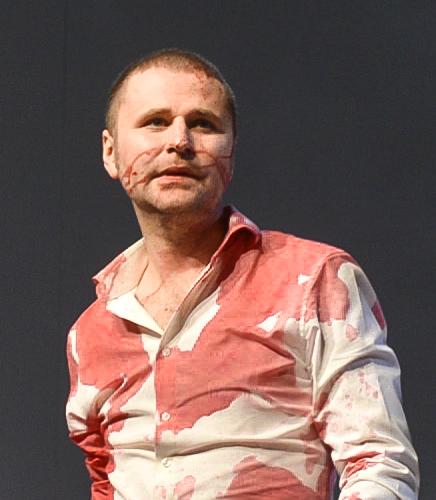
Shanti Roney som Edmund i Kung Lear på Stadsteatern i Stockholm 2014.

Shanti Roney, tidigare Shanti Grau Roney, född 24 november 1970 i Spånga, Stockholm, är en svensk skådespelare.

## Biografi
Shanti Roney växte, tillsammans med syskonen Nunu och Marimba, upp i ett kollektiv inom den alternativa vänstern på 1970-talet, i Tofta by utanför Farstorp och bodde där tills han började på gymnasiet. Fadern, engelsmannen Steve Roney, hade ägt en musikaffär i Stockholm och modern Anita Roney hade drivit olika konstprojekt. De hade deltagit i husockupationer och rest runt i tredje världen, innan de köpte en gård på den skånska landsbygden i Farstorp. I närheten bodde också ett par andra familjer med liknande bakgrund, till exempel Don och Moki Cherry och deras barn Eagle-Eye och Neneh Cherry. Denna uppväxtmiljö har beröringspunkter med handlingen i Lukas Moodyssons film Tillsammans (2000), som Shanti Roney medverkade i. Roney gick på teaterlinjen på Södra Latins gymnasium i Stockholm och på Teater- och operahögskolan i Göteborg. Under tre år jobbade han på Göteborgs stadsteater, för att sedan gå vidare till Riksteatern och Dramaten i Stockholm.
2000 belönades han med en Guldbagge i kategorin bästa manliga biroll för rollen som internen Glenn i filmen Vägen ut (1999).
Roney sågs i första omgången av TV-serien Tusenbröder våren 2002 och har ofta varit bio- och TV-teateraktuell under senare år. Han spelade rollen som Clark Olofsson i filmen Norrmalmstorg (2003) som visades av SVT år 2003, med anledning av att det gått 30 år sedan Norrmalmstorgsdramat i Stockholm.
Humorprogrammet Mammas nya kille i P3 parodierar Shanti Roney i sitt program ett flertal gånger, där karaktären Shanti Roney läser upp sina gamla (påhittade) uppsatser i radio.
Shanti Roneys karaktärer i hans olika TV-serier och filmer är ofta misslyckade eller kriminella personer, som inte sällan tar livet av sig eller blir mördade.[källa behövs]
Roney är sambo med Karin Franz Körlof. Tillsammans har paret en dotter, född 2022.
Han var 2008–2022 gift med Simone Grau och har två barn med henne.

## Filmografi
- 1986 – Du ska inte tro att du är nåt...
- 1992 – Hårga - en hälsingesägen
- 1994 – En dvärg
- 1996 – Harry & Sonja
- 1997 – Hammarkullen (TV-serie)
- 1998 – Personkrets 3:1 (TV)
- 1998 – S:t Mikael (TV-serie)
- 1999 – Annika & Stefan
- 1999 – Clinch
- 1999 – Ett litet rött paket (TV-serie)
- 1999 – Vägen ut
- 2000 – Tillsammans
- 2000 – Födelsedagen
- 2001 – Beck – Hämndens pris
- 2001 – Syndare i sommarsol
- 2001 – Hans och hennes
- 2001 – Øyenstikker
- 2001 – Så vit som en snö
- 2001 – Skuggpojkarna (TV)
- 2001 – En fot i graven (TV)
- 2001 – Gryningsland
- 2001 – Kaspar i Nudådalen (TV)
- 2002 – Dunk
- 2002 – En fars son
- 2002 – Tusenbröder (TV)
- 2003 – Kommer du med mig då
- 2003 – Freddies och Leos äventyr
- 2003 – Talismanen (TV-serie)
- 2003 – Norrmalmstorg (TV-film)
- 2004 – Desmonds trashade äppelträd
- 2004 – Hotet
- 2005 – Örnen (TV-serie)
- 2005 – Bang Bang Orangutang
- 2006 – Bota mig! (TV-serie)
- 2006 – Desmond & träskpatraskfällan
- 2006 – Smagsdommerne (TV-serie)
- 2006 – Vakuum
- 2007 – En man kommer hem
- 2008 – Häxdansen (TV-serie)
- 2008 – Lille soldat
- 2008 – Kommissarien och havet - I denna ljuva sommartid (TV-serie)
- 2008 – Näsblod i öknen
- 2009 – 2023
- 2009 – Applåd
- 2009 – Flickan
- 2009 – Historietimen (TV-serie)
- 2009 – Julia
- 2009 – Metropia
- 2009 – Oldboys
- 2009 – Wallander – Tjuven
- 2010 – Våra vänners liv (TV-serie)
- 2011 – Alamaailma Trilogia: Lakimies (TV-serie)
- 2011 – Arne Dahl: Misterioso
- 2011 – Johns rum
- 2012 – Arne Dahl: De största vatten
- 2012 – Arne Dahl: Europa Blues
- 2012 – Arne Dahl: Ont blod
- 2012 – Arne Dahl: Upp till toppen av berget
- 2012 – Dem man elsker
- 2013 – Nymphomaniac
- 2014 – But You Are a Dog
- 2014 – Pojken med guldbyxorna
- 2014 – Arvtagarna
- 2015 –  Min bror kollokungen
- 2017 – Becker - Kungen av Tingsryd
- 2018 – Livet på Dramaten (TV-serie)
- 2018 – X & Y (film)
- 2019 – Störst av allt (TV-serie)
- 2020 – Tove
- 2021 – Snöänglar (TV-serie)
- 2020 – I huvudet på en gärningsman (TV-serie)
- 2021 – Den osannolika mördaren (TV-serie)
- 2022 – Så jävla easy going
- 2022 – Diorama
- 2023 – Det är något som inte stämmer
- 2023 – Tillsammans 99

## Teater

### Roller (ej komplett)
| År   | Roll                    | Produktion                                                | Regi                  | Teater                             |
| ---- | ----------------------- | --------------------------------------------------------- | --------------------- | ---------------------------------- |
| 2009 | Jason                   | Medealand Sara Stridsberg                                 | Ingela Olsson         | Dramaten                           |
| 2012 | Astrov                  | Onkel Vanja (Дядя Ваня, Djadja Vanja) Anton Tjechov       | Eirik Stubø           | Stockholms stadsteater             |
| 2012 | August Strindberg       | Tribadernas natt Per Olov Enquist                         | Thommy Berggren       | Stockholms stadsteater             |
| 2015 | Gabriel Nathan          | Farmor och vår Herre Hjalmar Bergman                      | Maria Löfgren         | Stockholms stadsteater             |
| 2016 | Ivanov                  | Ivanov (Иванов, Ivanov) Anton Tjechov                     | Alexander Mørk-Eidem  | Dramaten                           |
| 2017 | Mikael                  | Uppenbarelsen Mattias Andersson                           | Mattias Andersson     | Dramaten                           |
| 2018 | Geoffrey Thornton       | Påklädaren (The Dresser) Ronald Harwood                   | Eva Dahlman           | Dramaten                           |
| 2018 | Mikael                  | Uppenbarelsen Mattias Andersson                           | Mattias Andersson     | Dramaten                           |
| 2018 | Dan                     | Mary Page Marlowe Tracy Letts                             | Alexander Mørk-Eidem  | Dramaten                           |
| 2019 | Harold "Mitch" Mitchell | Linje Lusta (A Streetcar Named Desire) Tennessee Williams | Stefan Larsson        | Dramaten                           |
| 2019 | John Proctor            | Häxjakten (The Crucible) Arthur Miller                    | Alexander Mørk-Eidem  | Dramaten/ Kulturhuset Stadsteatern |
| 2020 | Gustav                  | Berusade (Пьяные, P'yanyye) Ivan Vyrypaev                 | Tobias Theorell       | Dramaten                           |
| 2021 |                         | Den yttersta minuten Mattias Andersson                    | Mattias Andersson     | Dramaten                           |
| 2021 | Admetos                 | Alkestis (Ἄλκηστις, Alkēstis) Euripides                   | Elli Papakonstantinou | Dramaten                           |
| 2022 | Satin                   | Natthärbärget (На дне, Na dne) Maksim Gorkij              | János Szász           | Dramaten                           |
| 2022 | Harold "Mitch" Mitchell | Linje Lusta (A Streetcar Named Desire) Tennessee Williams | Stefan Larsson        | Dramaten                           |
| 2022 | En granne En änkeman    | Tid för glädje (Tid for glede) Arne Lygre                 | Stéphane Braunschweig | Dramaten                           |
| 2024 | Överste Versjinin       | Tre systrar (Три сeстры, Tri sestry) Anton Tjechov        | Eirik Stubø           | Kulturhuset Stadsteatern           |
| 2024 |                         | Kärlek på svenska Irena Kraus och Nadja Weiss             | Nadja Weiss           | Dramaten                           |
| 2025 | Aron Nordensson         | Juloratoriet Göran Tunström                               | Linus Tunström        | Dramaten                           |